# Man of the Year (Lorde)
Man of the Year è un singolo della cantante neozelandese Lorde, pubblicato il 29 maggio 2025 come secondo estratto dal quarto album in studio Virgin.

## Descrizione
Il brano esplora il tema dell'identità di genere ed è stato accostato dalla critica a Solo di Frank Ocean e alla sua Green Light. In una recensione positiva, la rivista Vulture lo ha definito come «tutt'altro che una ripetizione artistica» che anzi «raccoglie tutto ciò che ha reso grandiosi gli ultimi tre album della cantante e lo convoglia in un'unica canzone».

## Video musicale
Il video musicale, diretto da Grant Singer, è stato reso disponibile attraverso il canale YouTube dell'artista in concomitanza con l'uscita del singolo.

## Tracce
Testi e musiche di Ella Yelich-O'Connor e James Harmon Stack.
1. Man of the Year – 3:00

## Classifiche
| Classifica (2025) | Posizione massima |
| ----------------- | ----------------- |
| Canada            | 85                |
| Irlanda           | 56                |
| Nuova Zelanda     | 11                |
| Regno Unito       | 62                |
| Stati Uniti       | 101               |